# Хрватска грађанска иницијатива
Хрватска грађанска иницијатива (Hrvatska građanska inicijativa), скраћено ХГИ је ванпарламентарна политичка странка хрватске националне мањине у Црној Гори.

## Избори
Наступала је у саставу коалиције Европска Црна Гора (под вођством ДПС-а) на парламентарним изборима 2006. и 2009. на којима је освојила један посланички мандат.
Самостално је наступала на парламентарним изборима 2012. и 2016. на којима је такође освојила један посланички мандат због посебне одредбе закона којим је одређен низак изборан праг за хрватску националну мањину.
Као председник Скупштине Црне Горе, Андрија Мандић је у свој кабинет поред заставе Црне Горе поставио и заставу Књажевине односно Краљевине Црне Горе. Демократска партија социјалиста, Социјалдемократе, Хрватска грађанска иницијатива и Демократска унија Албанаца су тврдили да је поставио „заставу Србије” и поднели су кривичну пријаву против њега.